# Балтени (Илфов)
Балтени (рум. Bălteni) насеље је у Румунији у округу Илфов у општини Периш. Oпштина се налази на надморској висини од 108 m.

## Становништво
Према подацима из 2002. године у насељу је живело 426 становника, од којих су сви румунске националности.